# Mycetoporini
Mycetoporini – plemię chrząszczy z rodziny kusakowatych i podrodziny Tachyporinae.

## Taksonomia
Takson wprowadzony został w 1859 roku przez Thomsona. Rodzajem typowym jest Mycetoporus.

## Opis
Przedstawiciele plemienia mają krawędzie przyszwowe pokryw silnie odgraniczone, a sam szew wyniesiony. Przednie stopy samców są u nich tylko nieco bardziej rozszerzone niż u samic.

## Rozprzestrzenienie
Plemię kosmopolityczne, znane ze wszystkich krain zoogeograficznych. W Polsce występują gatunki z rodzajów Bolitobius, Bryophacis, Bryoporus, Carphacis, Ischnosoma, Lordithon. Mycetoporus i Parabolitobius.

## Systematyka
Zalicza się tu następujące rodzaje:
- Bolitobius Leach, 1819
- Bolitopunctus Campbell, 1993
- Bryophacis Reitter, 1909
- Bryoporus Kraatz, 1857
- Carphacis Gozis, 1886
- Ischnosoma Stephens, 1829
- Lordithon Thomson, 1859
- Mycetoporus Mannerheim, 1830
- Neobolitobius Campbell, 1993
- Parabolitobius Li, Zhao et Sakai, 2000